# 130 NGC

NGC 130

 إن جي سي 130 أو 130 NGC هي مجرة في كوكبة الحوت اكتشفت في 4 نوفمبر 1850.

## روابط خارجية
- 130 NGC على موقع ويكي سكاي: DSS2, SDSS, GALEX, IRAS, Hydrogen α, X-Ray, Astrophoto, Sky Map, Articles and images